# Cylicasta liturata
Cylicasta liturata är en skalbaggsart som först beskrevs av Johan Christian Fabricius 1801.
Cylicasta liturata ingår i släktet Cylicasta och familjen långhorningar. Inga underarter finns listade i Catalogue of Life.